# Gelbe Schafgarbe
Die Gelbe Schafgarbe (Achillea tomentosa), auch Filzige Schafgarbe genannt, ist eine Pflanzenart aus der Gattung der Schafgarben (Achillea) in der Unterfamilie der Asteroideae innerhalb der Familie der Korbblütler (Asteraceae). Sie darf nicht mit Achillea filipendulina verwechselt werden, die auch Gelbe Schafgarbe genannt wird.

## Beschreibung

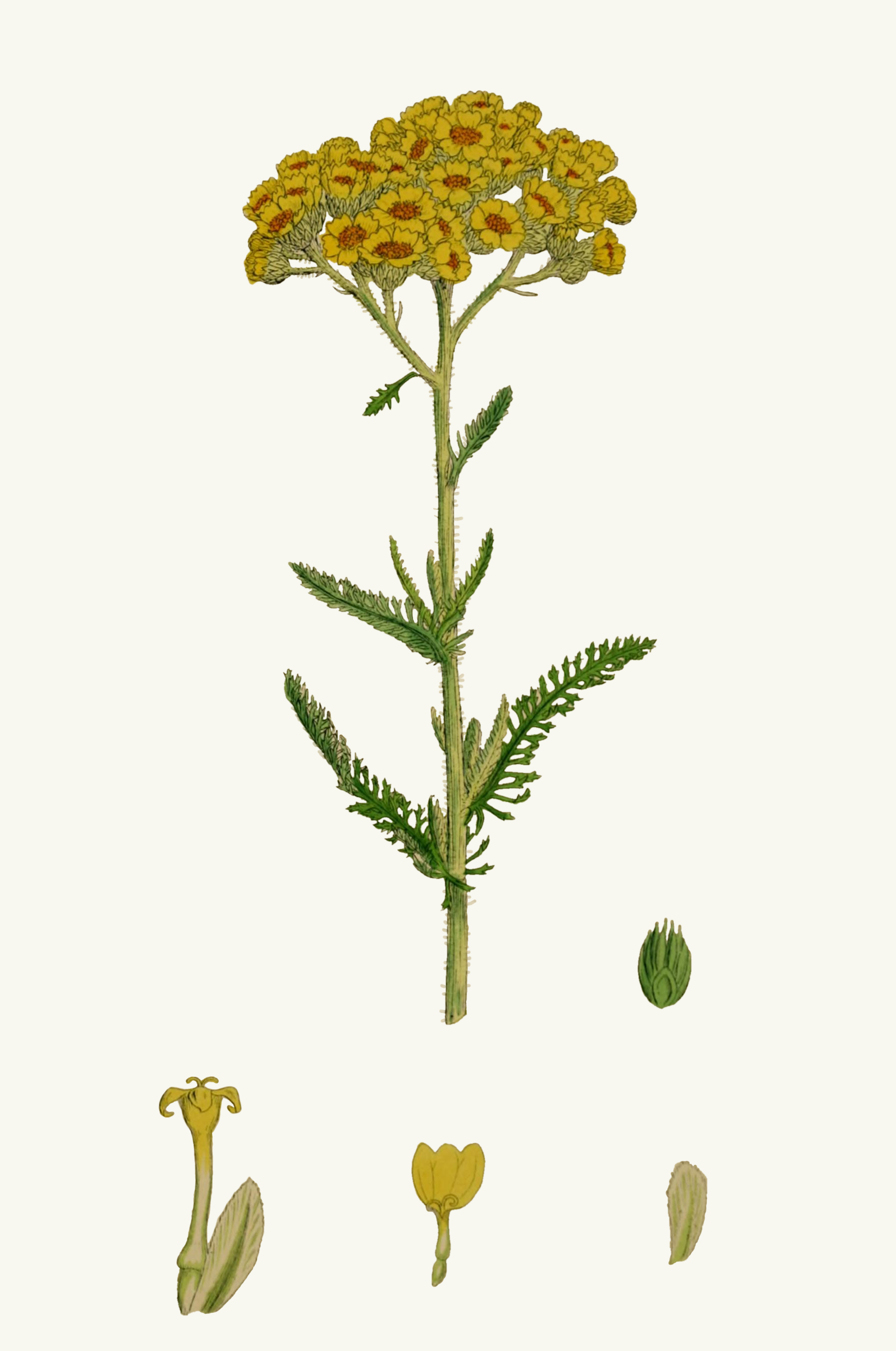
Illustration aus English botany, or, Coloured figures of British plants, Volume 5, 3. Auflage, Tafel 726

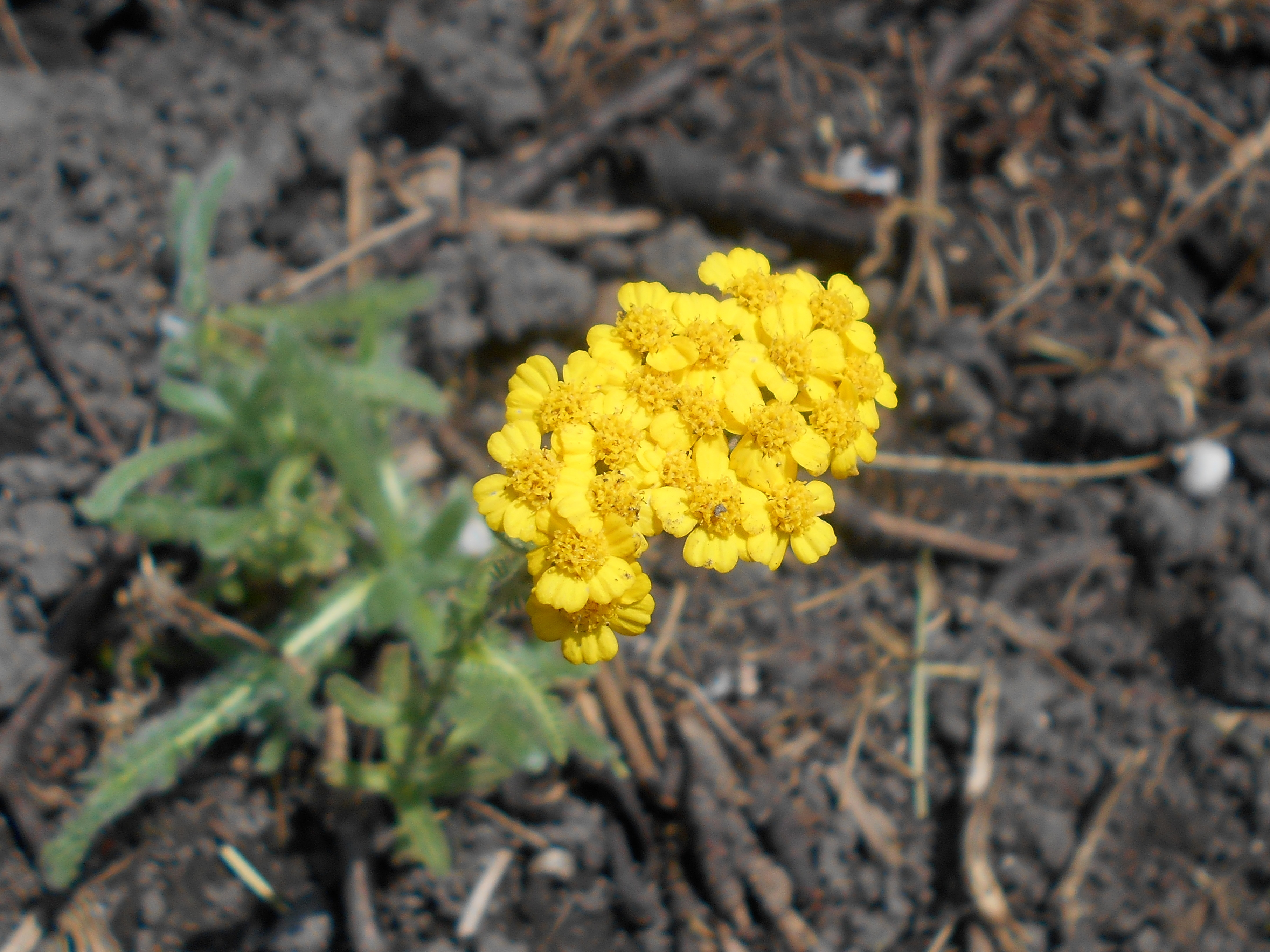
Gesamtblütenstand mit Blütenkörbchen

### Vegetative Merkmale
Die Gelbe Schafgarbe ist eine ausdauernde, krautige Pflanze die Wuchshöhen von 10 bis 30 Zentimetern erreicht. Der „Wurzelstock“ ist kurz kriechend, sodass die Gelbe Schafgarbe durch reiche Verzweigung kleine Rasen bildet. Die Stängel sind aus meist bogig aufsteigendem Grund aufrecht, dicht beblättert und mehr oder weniger wollig-zottig behaart und nur im Blütenstand verzweigt.
Die Laubblätter sind wechselständig angeordnet. Die grauweiße und wollig-zottig behaarte Blattspreite ist bei einer Länge von bis zu 4,5 Zentimetern ei- bis lineallanzettlich. Die unteren Laubblätter sind zweifach fiederschnittig mit auffällig schräg zur Spindel gestellten Fiedern 1. Ordnung. Sie haben dicht stehende, regelmäßig kammartig angeordnete Blattabschnitte, die meist in zwei bis drei Lappen, Zipfel geteilt sind. Die linealischen Blattzipfel 2. Ordnung sind nur bis 0,7 Millimeter breit. Die mittleren und oberen Stängelblätter sind sitzend mit halbstängelumfassendem Grund.

### Generative Merkmale
Die Blütezeit reicht Mai bis Juli. In einem etwas gewölbten scheindoldigen Blütenstand befinden sich dicht angeordnet 15 bis 50 relativ kleine körbchenförmige Teilblütenstände. Die Hülle ist bei einer Höhe von etwa 4 Millimetern becherförmig. Die Hüllblätter sind lang behaart mit stumpfem oberen Ende und breitem hyalinem, am Rand bräunlichem Hautsaum. Die Spreublätter sind länglich-lanzettlich. Die vier bis sechs Zungenblüten = Strahlenblüten sind zygomorph mit goldgelber, schwach dreilappiger Zunge. Die Röhrenblüten = Scheibenblüten sind gelb.
Die kleinen Achänen sind bis etwa 1,5 Millimeter lang und ohne Pappus.
Die Chromosomenzahl beträgt 2n = 18.

## Vorkommen
Es gibt Fundortangaben für Spanien, Frankreich, die Schweiz, Italien und Kroatien.
Die Gelbe Schafgarbe gedeiht in Mitteleuropa in Steppenrasen des Verbands Stipo-Poion xerophilae auf meist kalkfreien, schwach sauren Böden. In den Alpen kommt sie besonders in Tälern der Zentral- und der Südalpen vor. Sie steigt im Wallis bis zu einer Höhenlage von 1750 Metern auf.
Die ökologischen Zeigerwerte nach Landolt et al. 2010 sind in der Schweiz: Feuchtezahl F = 1 (sehr trocken), Lichtzahl L = 4 (hell), Reaktionszahl R = 2 (sauer), Temperaturzahl T = 4 (kollin), Nährstoffzahl N = 2 (nährstoffarm), Kontinentalitätszahl K = 5 (kontinental).

## Taxonomie
Die Erstveröffentlichung von Achillea tomentosa erfolgte 1753 durch Carl von Linné in Species Plantarum, Tomus II, S. 897.

## Inhaltsstoffe
Unter zahlreichen Achillea-Arten erwies sich Achillea tomentosa als frei von Polyinen.